# NGC 5542
NGC 5542 is een spiraalvormig sterrenstelsel in het sterrenbeeld Ossenhoeder. Het hemelobject werd op 6 maart 1851 ontdekt door de Ierse astronoom William Parsons.

## Synoniemen
- MCG 1-36-34
- ZWG 46.85
- ARAK 445
- PGC 51066